# Ваљијумина (Бјела)
Ваљијумина је насеље у Италији у округу Бијела, региону Пијемонт.
Према процени из 2011. у насељу је живело 46 становника. Насеље се налази на надморској висини од 473 м.